# Mark Dayton

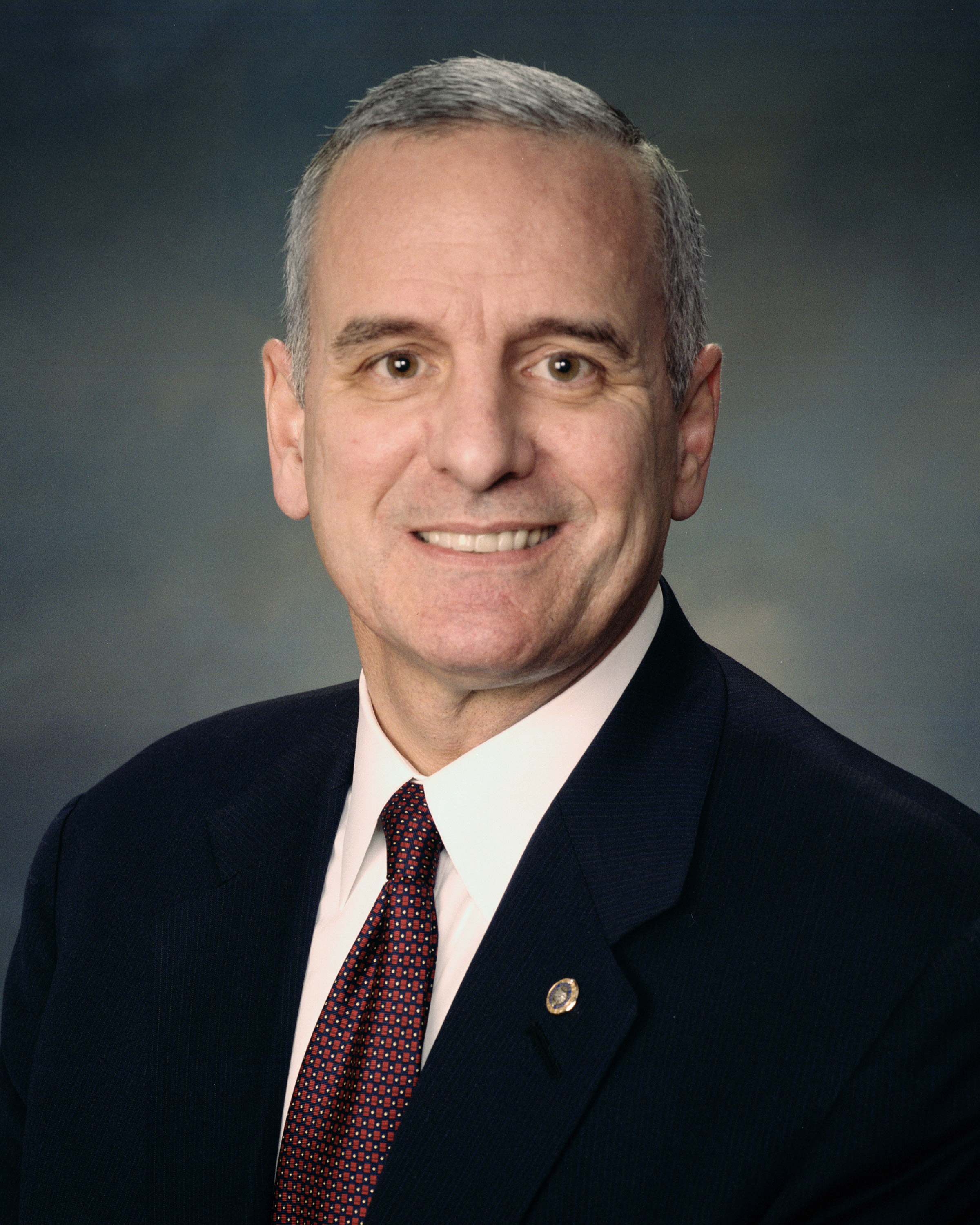
Mark Dayton

Mark Brandt Dayton (* 26. Januar 1947 in Minneapolis, Minnesota) ist ein US-amerikanischer Politiker der Demokratischen Partei (DFL). Von 2001 bis 2007 vertrat er den Bundesstaat Minnesota im Senat der Vereinigten Staaten. Im November 2010 kandidierte er erfolgreich für das Amt des Gouverneurs von Minnesota, welches er vom 3. Januar 2011 bis zum 7. Januar 2019 innehatte.

## Leben
Dayton wuchs in Long Lake in Minnesota auf. Nach dem Besuch der The Blake School absolvierte er ein Studium an der Yale University, das er 1969 mit Auszeichnung abschloss. Darüber hinaus gehörte er dem Eishockeyteam der Universität als Torwart sowie der Studentenverbindung Delta Kappa Epsilon an. Anschließend arbeitete er in New York City und Boston, ehe er nach Minnesota zurückkehrte.
Dort kandidierte er 1982 für den US-Senat, unterlag aber dem republikanischen Amtsinhaber David Durenberger. Dayton arbeitete zeitweise als Berater für Senator Walter Mondale. 1990 wurde er zum State Auditor gewählt und war damit in der Zeit von 1991 bis 1995 der Leiter des bundesstaatlichen Rechnungshofes. 1998 ließ er sich für die Gouverneurswahl aufstellen, scheiterte aber bereits bei den demokratischen Vorwahlen. Zwei Jahre später trat er für das Amt des Senators an und gewann die Wahl gegen den Amtsinhaber Rod Grams von der Republikanischen Partei. Im Februar 2005 kündigte er an, nicht zu einer Wiederwahl antreten zu wollen, sodass er im Januar 2007 aus dem Amt ausschied.
2009 gab er seine Kandidatur als Gouverneur von Minnesota bekannt. Bei den innerparteilichen Vorwahlen konnte er sich knapp gegenüber Margaret Anderson Kelliher, der Sprecherin des Repräsentantenhauses von Minnesota, durchsetzen, sodass er bei der Wahl im November 2010 für die Demokraten antrat. Das Wahlergebnis fiel mit 43,63 % für Dayton gegenüber 43,21 % des republikanischen Kandidaten Tom Emmer äußerst knapp aus, sodass eine automatische Neuauszählung der Stimmen notwendig wurde. Als sich abzeichnete, dass Dayton bei dieser uneinholbar vorne liegt, gestand Emmer seine Wahlniederlage ein. Damit konnte Dayton am 3. Januar 2011 die Nachfolge von Tim Pawlenty als Gouverneur von Minnesota antraten.
Für die Gouverneurswahl am 4. November 2014 trat Dayton erfolgreich für eine zweite Amtszeit an. Die parteiinternen Vorwahlen gewann Dayton mit 92 Prozent der Stimmen deutlich. Am eigentlichen Wahltag konnte er seinen republikanischen Herausforderer, den früheren Staatsabgeordneten Jeff Johnson, mit 50,1 gegenüber 44,5 Prozent der Stimmen besiegen. Die Meinungsumfragen im Vorfeld der Wahl sahen bereits einen Vorsprung für Dayton.
Am 24. Januar 2017 gab Dayton in einer Erklärung bekannt, er sei an Prostatakrebs erkrankt. Einen Tag zuvor war er während seiner State of the State Address vor dem Plenum der State Legislature zusammengebrochen und musste noch im Kapitol ärztlich versorgt werden. Allerdings soll sein Zusammenbruch nicht mit dem Krebs zusammenhängen. Sein Büro erklärte, der Gouverneur wolle sich rasch einer Behandlung unterziehen und plane seine bis Januar 2019 andauernde Amtszeit regulär zu beenden.